# Юрпалов, Александр Семёнович
Александр Семенович Юрпалов (1960, Зеленоград, Московская область, РСФСР, СССР — 11 сентября 1981, СИЗО-1, Балаково, Саратовская область, РСФСР, СССР) — советский серийный убийца и педофил, совершивший серию из 5 убийств девушек, мужчины и несовершеннолетних мальчиков с июня по ноябрь 1980 года на территории Балаково и Саратова (Саратовская область). В 1981 году Юрпалов был приговорён к смертной казни через расстрел и впоследствии расстрелян. Так как преступления Юрпалов совершал во время проведения Летних Олимпийских игр 1980, расследование серии убийств находилось на особом контроле министра МВД СССР.

## Биография

### Детство и юность
Александр Юрпалов родился в 1960 году на территории Зеленограда. Родители Александра являлись представителями Советской номенклатуры. К концу 1970-х годов мать Юрпалова входила в секретариат Зеленоградского РК КПСС и занималась курированием детских государственных учреждений в городе. Его отец Семен Юрпалов занимал должность директора одного из научно-исследовательских институтов, вследствие чего Александр детство и юность провел в социально благополучной обстановке и являлся представителем золотой молодежи. После окончания школы в 1977 году Юрпалов поступил в университет, однако быстро потерял интерес к учебному процессу. Начиная с подростковых лет, Юрпалов стал демонстрировать патологически повышенное половое влечение и половую активность. Являясь обладателем автомобиля «ВАЗ-2101», Александр много свободного времени посвящал знакомству с девушками и совместному с ними времяпровождению. В 1978 году Александр Юрпалов, по версии следствия, совершил несколько изнасилований. Обладая привлекательной внешностью и атлетическим телосложением, Юрпалов без особых усилий завоевывал доверие девушек во время знакомств, после чего они добровольно садились к нему в автомобиль. После того, как ему удавалось посадить девушку в машину, он отвозил ее на окраину города, где принуждал к занятию сексом. В случае, если девушка отказывалась, он избивал ее и подвергал сексуальному насилию. Ряд жертв Юрпалова после изнасилования отказывались идти в милицию из-за опасения огласки случившегося и порчи репутации, а ряд других заявляли об этом в милицию, однако Юрпалов, благодаря многочисленным положительным характеристикам, никогда не попадал в число подозреваемых. В середине 1978 года одна из жертв Юрпалова во время попытки изнасилования оказала ему яростное сопротивление, в ходе которого ей удалось разбить ему лицо и выбить ногами лобовое стекло автомобиля, после чего ей удалось сбежать. Девушка обратилась в милицию и дала сотрудникам правоохранительных органов описание внешности Юрпалова, характер нанесенных ему травм и описание внешнего вида его автомобиля, после чего он был найден и арестован. Первоначально Юрпалову было предъявлен обвинение по статье 117 УК СССР (изнасилование), однако, благодаря влиятельному отцу, обвинение Александру было переквалифицировано на статью 206 УК РСФСР (злостное хулиганство). В конце 1978 года Юрпалов был осужден и получил в качестве уголовного наказания 4 года лишения свободы. Отбыв в тюремном заключении 2 года, он подал ходатайство о замене неотбытого срока на принудительные работы, которое было удовлетворено. В начале 1980 года он на 2 года и 4 месяца был отправлен в город Балаково (Саратовская область), который был единственным городом в СССР, где было развернуто целых пять Всесоюзных комсомольских ударных строек. Появившись в Балаково, Александр Юрпалов получил комнату в общежитии и был устроен на должность водителя в предприятии «ГЭС-Строй». Знакомыми и непосредственными руководителями он характеризовался положительно. Юрпалов не курил, не увлекался алкогольными напитками и числился в числе передовиков на производстве. Несмотря на это, продолжая испытывать патологически повышенное половое влечение к девушкам, он вскоре совершил серию убийств в городе

### Убийства
Весной 1980 года Александр Юрпалов совершил изнасилование мальчика-подростка в районе одного из шлюзовых мостов в городе Балаково. После изнасилования он попытался задушить подростка. Бессознательное тело мальчика он сбросил в воду, намереваясь его убить, однако, попав в воду, подросток неожиданно пришел в сознание и сумел выбраться из воды. Родители мальчика обратились в милицию. На основании показаний жертвы был составлен фоторобот Юрпалова. Отличительной чертой в описании его внешнего вида стал брючной ремень красного цвета с бляхой. Фоторобот был разослал сотрудниками милиции во все общежития, где проживали осужденные, которым не отбытый срок уголовного наказания был заменен на принудительные работы. Контролеры общежития, где проживал Юрпалов, уверенно опознали его по фотороботу и описанию ремня как насильника мальчика, однако один из контролеров выгородил его. Позднее выяснилось, что этот контролер состоял с Юрпаловым в приятельских отношениях и получал от него материальное вознаграждение в качестве взятки за бездействие во время нарушения режима, который Юрпалов допускал в общежитии на постоянной основе.
В конце июня Юрпалов совершил первое убийство. Жертвой стала 18-летняя Елена Потехина. Юрпалов встретил её на дискотеке, которая в тот вечер проходила в ДК «Химик». После окончания дискотеки Юрпалов отправился за девушкой и совершил на нее нападение на пороге ее многоквартирного дома. Он затащил Потехину в подвал дома, где задушил поясом от ее платья.
3 августа Юрпалов совершил второе убийство. Жертвой стала 21-летняя Ирина Храмова, которую Юрпалов также встретил на дискотеке в ДК «Химик». Проследовав за девушкой, Юрпалов совершил на нее нападение возле территории школы, где задушил с помощью петли, сделанной из ее бюстгальтера. Так как Юрпалов в совершении этих двух убийств продемонстрировал выраженный ему образ действия, в городе вскоре началась моральная паника. После обнаружения двух тел на уровне предприятий создавались добровольные народные дружины, оказывающие помощь правоохранительным органам в охране общественного порядка в Балаково и патрулировании улиц города. Вследствие этого, Александр Юрпалов, опасаясь разоблачения, прекратил совершать нападения на девушек и переключился на несовершеннолетних мальчиков.
В конце августа Александр Юрпалов совершил на одной из строек города нападение на 11-летнего Сергея Четвертинкина и его друга Юрия. Парни явились на стройку с целью найти деревянные рейки. Выждав момент, Юрпалов ударил Юрия кирпичом по голове, а Четвертинкину приказал стоять и не двигаться, после чего попытался раздеть Юрия и изнасиловать, однако мальчик оказал ему яростное сопротивление, после чего он и Четвертинкин сумели сбежать от Юрпалова. В тот же день Юрпалов заманил на стройку еще одного мальчика, которого под угрозой убийства сумел изнасиловать и задушить.
В октябре он совершил убийство 12-летнего Димы Лозового, который в тот день катался по лесу на велосипеде со своим отцом Василием Лозовым. Во время поездки Дима сильно устал, вследствие чего отец оставил его на 30 минут одного, а сам уехал кататься дальше. В этот период Александр Юрпалов наткнулся на мальчика в лесу, где, пользуясь отсутствием свидетелей, совершил на него нападение, в ходе которого изнасиловал и задушил.
В ноябре последней жертвой Юрпалова стал Сергей Быков, автолюбитель, который по вечерам подрабатывал таксистом на своем автомобиле «Москвич-412». Юрпалов вместе с сообщниками, сев в автомобиль Быкова, совершили на него нападение, в ходе которого задушил его шарфом, которые принадлежал ему. Труп мужчины преступники сбросили на территории насосной станции № 2 в Саратове. Автомобиль убитого был обнаружен через несколько дней

### Арест, следствие и суд
Результаты криминалистическо-дактилоскопической экспертизы установили наличие отпечатков пальцев Юрпалова в салоне автомобиля, однако это не являлось очевидным доказательством его причастности к убийству Быкова, так как убитый являлся таксистом, и в салоне его автомобиля побывало множество людей. В этот же период в милицию города Балаково обратился местный житель по фамилии Сенцов с заявлением об угоне своего мотоцикла. Мужчина утверждал, что после угона транспортного средства откликнулся на объявление о продаже мотоцикла и отправился с намерением его приобрести к продавцу. Сенцов утверждал, что мужчина-продавец пытался продать ему его же собственный угнанный мотоцикл, который он безошибочно опознал, после чего между ними произошел конфликт, в ходе которого продавец уехал на мотоцикле. В отделении милиции следователи показали мужчине фотографию Юрпалова, в котором он уверенно опознал продавца мотоцикла. После этого Александр Юрпалов попал под пристальное внимание правоохранительных органов и стал подозреваться в совершении многочисленных угонов на территории Балаково и убийства Быкова. Опасаясь того, что Юрпалов во время ареста окажет сопротивление, сотрудники правоохранительных органов пошли на хитрость. Майор милиции Анатолий Курышев в день ареста Александра Юрпалова явился в к нему в общежитие, где пригласил его в отделение милиции с целью получения документов об условно-досрочном освобождении, на что Юрпалов ответил согласием и добровольно сел в автомобиль, после чего оказался в отделении и был арестован. На допросе он отказывался признать свою причастность к совершению угонов и преступлений, однако спустя 1 день после ареста начал давать признательные показания. Юрпалов признался, что, появившись в Балаково, будучи автолюбителем и любителем быстрой езды, вместе с сообщниками, проживающими в общежитии, в течение нескольких месяцев совершил около 30 угонов автомобилей, которые затем топил в воде, спуская их по крутому склону берега водного канала, расположенного рядом с Балаковской ТЭЦ. В совершении убийства Быкова, согласно признательным показаниям Юрпалова, участвовало два его сообщника. Он утверждал, что, завладев автомобилем убитого, они планировать отправиться в Саратовский аэропорт и захватить несколько заложников, однако «Москвич-412» Быкова поломался в дороге, после чего они отказались от своей затеи и бросили автомобиль. В 1981 году Балаковским районным судом Саратовской области Александр Юрпалов был признан виновным по всем пунктам обвинения и приговорен к смертной казни. Родители Юрпалова после осуждения обратились к Генеральному секретарю ЦК КПСС Леониду Брежневу и к министру МВД СССР Николаю Щелокову с прошением о помиловании, однако их прошение осталось без ответа, после чего Александр Юрпалов был расстрелян 11 сентября 1981 года. Его сообщников по убийству Быкова приговорили к 15 годам лишения свободы. Контролер, который за взятки покрывал маньяка, был приговорен к 8 годам лишения свободы. 

## В массовой культуре
- Документальный фильм «Опасные танцы» из цикла «Следствие вели» (2018)